# Sint Anthonis
Sint Anthonis – miasto i była gmina w prowincji Brabancja Północna w Holandii.
W dokumencie fundacyjnym z 1312 roku nazwa Sint Anthonis figuruje jako Oelbroec. Znajduje się tam kościół św. Antoniego z 1477 roku, który niezależną parafią stał się do 1730. Został znacznie rozbudowany w XIX i XX wieku.